# الگوی مفسر
در مهندسی نرم‌افزار، الگوی مفسر یک الگوی طراحی است که نحوه ارزیابی جملات در یک زبان را مشخص می‌کند. ایده اصلی این است که برای هر نماد (ترمینال یا غیرترمینال) در یک زبان تخصصی کامپیوتر یک کلاس داشته باشیم. درخت نحوِ یک جمله در زبان نمونه‌ای از الگوی کامپوزیت است و برای ارزیابی (تفسیر) جمله برای کلاینت استفاده می‌شود.

## استفاده‌ها
- زبان‌های کوئری مخصوص پایگاه داده مانند SQL
- زبان های کامپیوتری تخصصی که اغلب برای توصیف پروتکل‌های ارتباطی استفاده می‌شوند.

### کلاس UML و نمودار شی

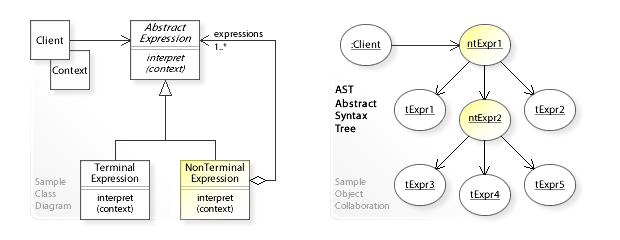
یک نمونه کلاس UML و نمودار شی برای الگوی طراحی مترجم.